# Artus Wolffort
Artus Wolffort, également connu sous les noms de Wolffordt ou Wolffaert, né en 1581 à Anvers et mort en 1641 dans la même ville, est un peintre baroque flamand.

## Biographie
Artus Wolffort naît à Anvers en 1581, mais ses parents déménagent à Dordrecht cette même année.
Il rejoint la guilde de Saint-Luc de Dordrecht en 1603. En 1615, il rentre à Anvers où il devient l'assistant d'Otto van Veen et peint plusieurs retables, dont l’Ascension et l'Assomption de la Vierge de l'église Saint-Paul d'Anvers, ou des scènes religieuses ou mythologiques avec des personnages en grandeur nature destinées principalement à des particuliers. Ses plus notables sont des séries des Douze Apôtres, des Quatre Évangélistes et des Quatre Pères de l'Église, représentées à mi-échelle.
Plusieurs de ses tableaux ont fait l'objet de plusieurs versions, de qualité inégale, ce qui laisse à penser qu'il a pu avoir un atelier. Deux de ses assistants, Pieter van Lint et Pieter van Mol, sont même connus pour avoir réalisé des répliques de ses tableaux et ont été tous deux fortement influencés par le peintre.
Artus Wolffort meurt à Anvers en 1641.
Le fils d'Artus Wolffordt, Jan Baptist Wolfaerts, est également peintre. L'une de ses filles a épousé le peintre Willem van Herp.

## Œuvres
- L'Adoration des mages (ca.1615), Cathédrale Notre-Dame d'Anvers
- Saint Matthieu (1620), Musée des beaux-arts et d'archéologie de Besançon
- Les quatre Évangélistes, Musée des beaux-arts de Bordeaux
- Saint André, huile sur toile (116 × 91 cm), collection privée
- La Fête des Achéloos (1625)
- Le Christ dans la maison des pharisiens, Columbia Museum of Art
- Démocrite, le rire du philosophe, huile sur bois
- Esther dans la Maison des femmes d'Assuérus, huile sur bois (50,2 × 74,9 cm)
- Saint Jérôme dans le désert, huile sur toile, Palais des beaux-arts de Lille
- La Sainte Trinité, huile sur toile, musée Groeninge de Bruges

Saint Matthieu (1620)
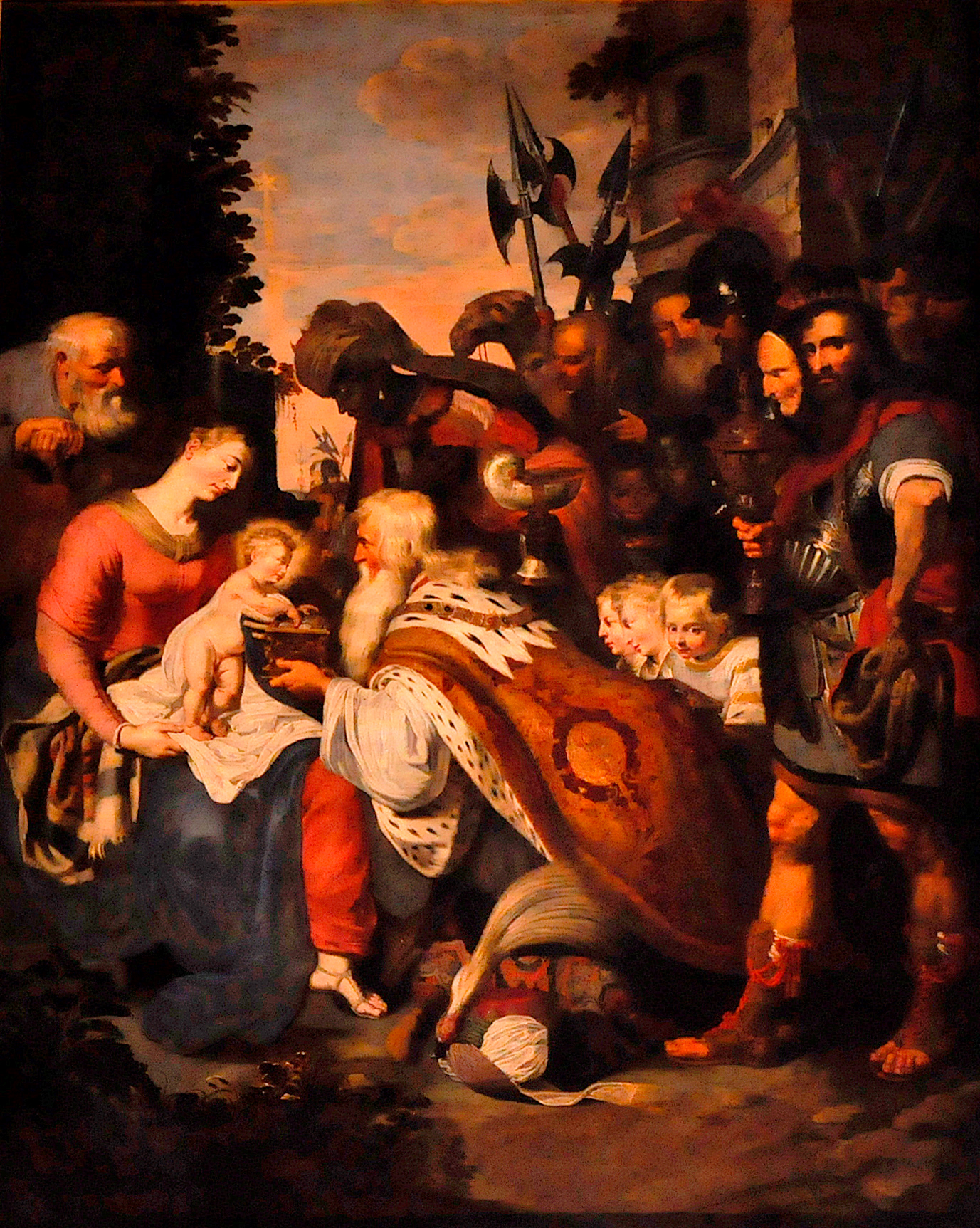
L'Adoration des mages(ca.1615)
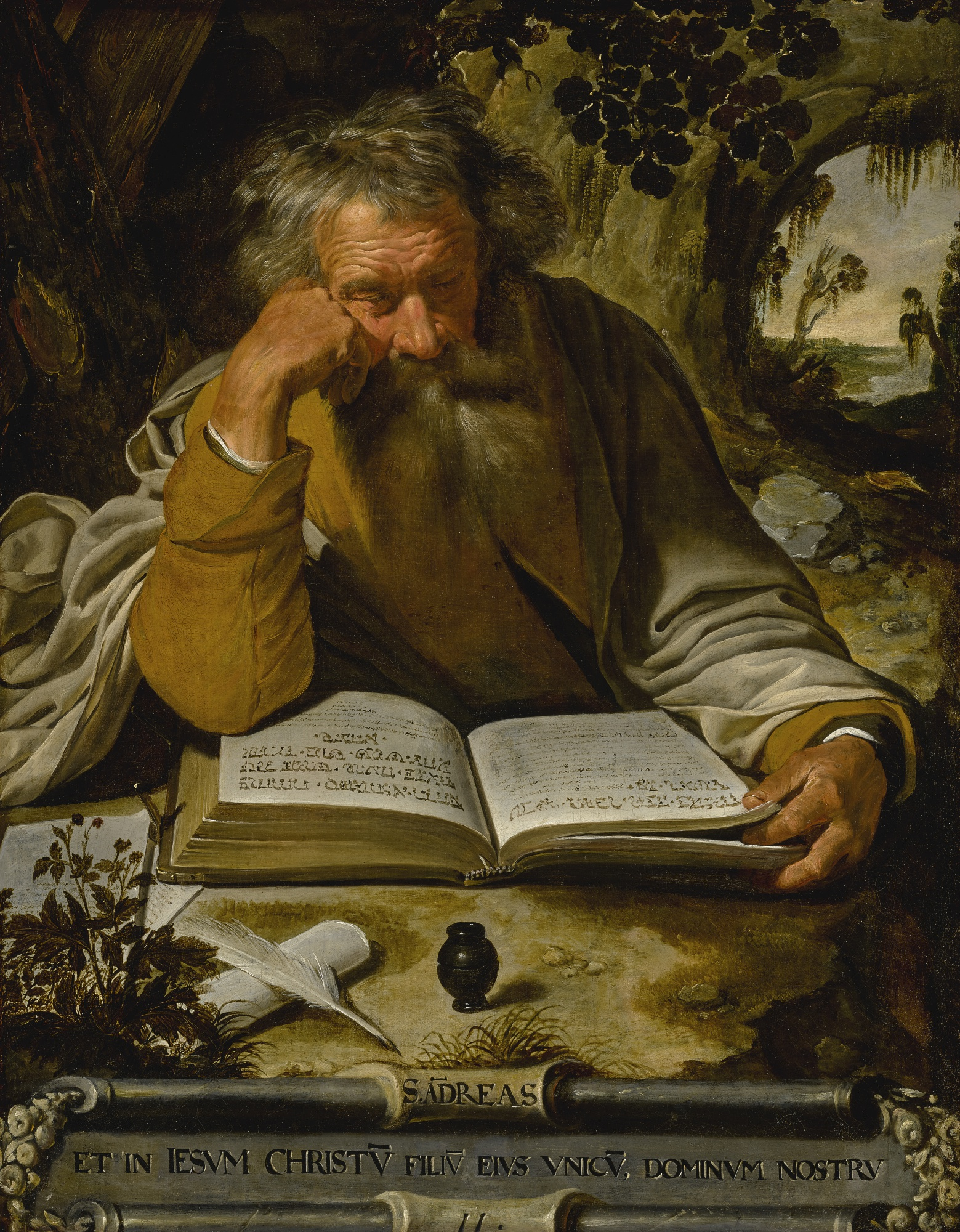
Saint André
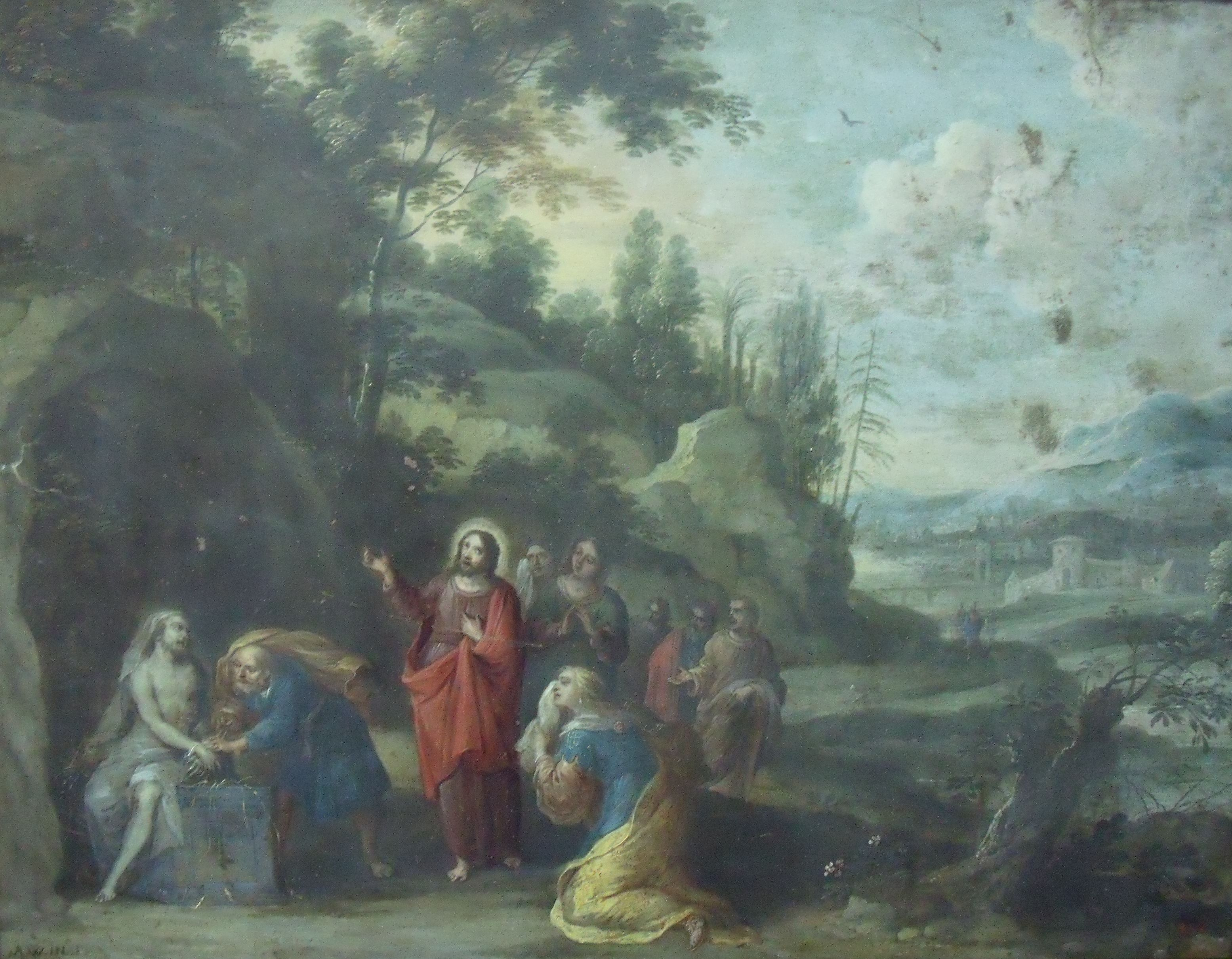
La Résurrection de Lazare
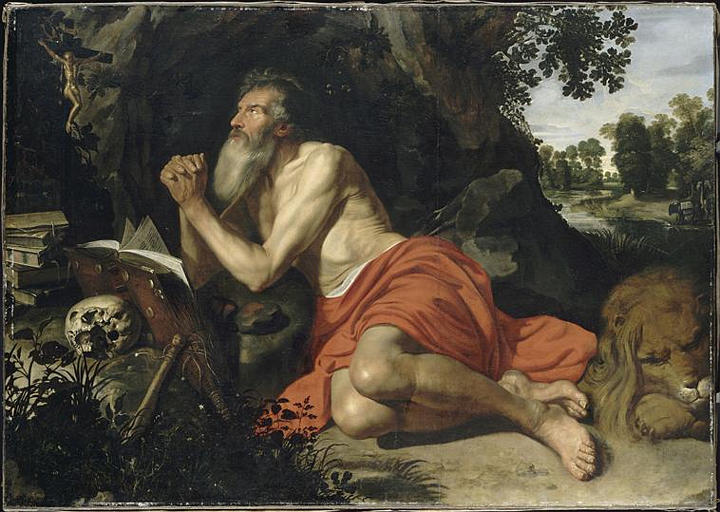
Saint Jérôme dans le désert
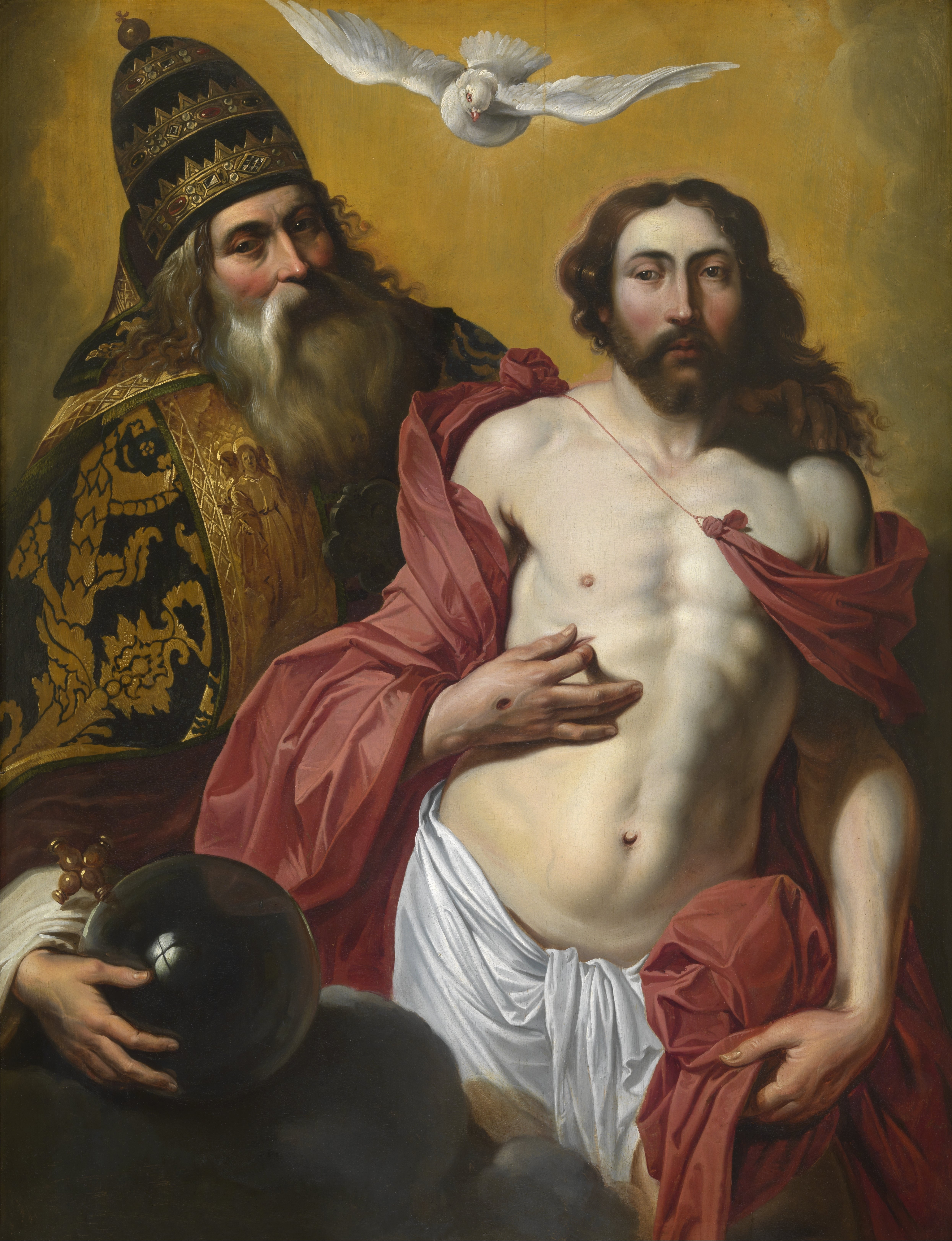
La Sainte Trinité